# Phyllodromica bicolor
Phyllodromica bicolor es una especie de cucaracha del género Phyllodromica, familia Ectobiidae. Fue descrita científicamente por Chopard en 1936.
Habita en Argelia.